# Niebla útil

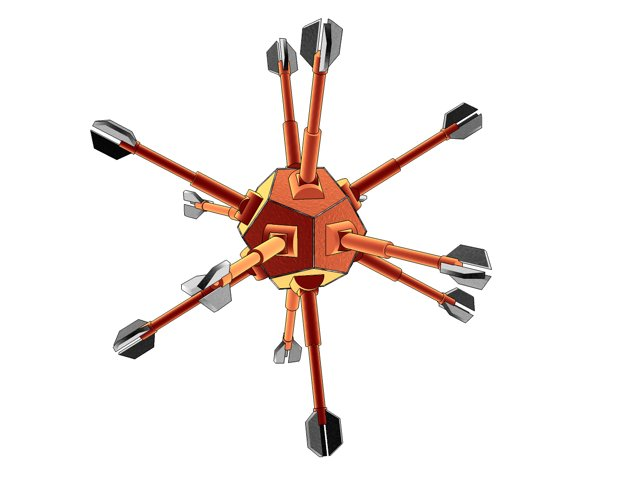
Visualización de un foglet.

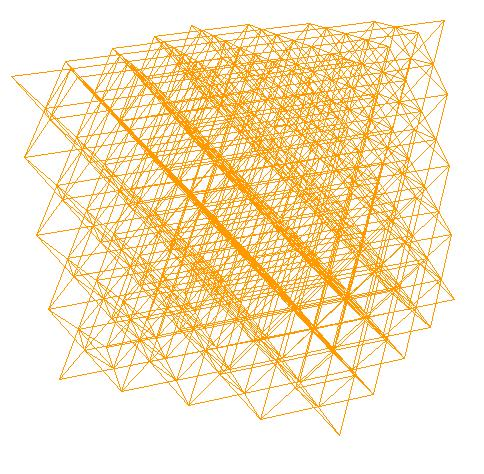
Diagrama de una armadura de octeto.

Niebla útil (en inglés, utility fog), también conocida como material inteligente polimorfo (en inglés, Polymorphic Smart Material) es un término sugerido por el Dr. John Storrs Hall para describir una hipotética colección de minúsculos robots que juntos llevarían a cabo una determinada función. Constituirían hipotéticas sustancias polimorfas (capaces de cambiar de forma), que típicamente presentarían una estructura de armadura de octeto (octet truss).
Esta nanotecnología se basa en el concepto de robots minúsculos y autorreplicantes. La niebla útil es una extensión muy simple de esta idea: en lugar de construir el objeto que se desea átomo a átomo, los minúsculos robots enlazarían sus brazos unos con otros para formar una masa sólida con la forma de dicho objeto. Después, simplemente desplazándose un poco a su alrededor podrían formar en su lugar por ejemplo otra forma totalmente diferente, y así sucesivamente.
En su libro Utility fog: the stuff that dreams are made of (1993), J. S. Hall discute los detalles técnicos y la viabilidad de un enjambre de nanobots (foglets) que pudiesen adoptar la forma de virtualmente cualquier cosa. También se tratan algunas de las posibilidades de tal tecnología.

Imagine un robot microscópico. Tiene un cuerpo del tamaño aproximado de una célula humana y 12 brazos que se proyectan en todas las direcciones. Con la cantidad que cabe en un cubo de tales robots éstos podrían formar un 'cristal robot' enlazando sus brazos en una estructura de entramado. Ahora vaya a una habitación, con personas, mobiliario, y otros objetos en ella: es aún en su mayor parte aire vacío. Llene completamente el aire de robots. Los robots se denominan foglets y la sustancia que forman es la niebla útil, que puede tener muchas aplicaciones médicas útiles. Y cuando una serie de foglets se cogen la mano con sus vecinos, forman una matriz reconfigurable de 'materia inteligente'.
Dr. J. Storrs Hall. Investigador del Instituto para la Industria Molecular (Institute for Molecular Manufacturing).

Mientras que los foglets serían de microescala, la construcción de los mismos requeriría nanotecnología molecular completa. Cada bot podría tener la forma de un dodecaedro con 12 brazos extendiéndose hacia fuera. Cada brazo tendría cuatro grados de libertad. Cuando se enlazasen juntos, los foglets formarían una armadura de octeto (octet truss). Los cuerpos de los foglets estarían compuestos de óxido de aluminio en lugar del combustible diamante, para así evitar la creación de un explosivo aéreo combustible.

## Posibilidades de tal invento
A continuación se muestra una lista de los poderes que una persona podría tener o parecer tener si estuviese inmersa en la niebla:
- Creación: hacer que los objetos aparezcan y desaparezcan a voluntad.
- Levitación: hacer que los objetos se sostengan en el aire o vuelen alrededor.
- Manipulación: crear fuerzas (apretar, golpear, tirar) sobre los objetos (reales) a distancia.
- Teletransportación: casi cualquier combinación de telepresencia y realidad virtual entre lugares con niebla.

Hall pensó en ella como en un sustitutivo nanotecnológico de los cinturones de seguridad. Robots microscópicos, con brazos extensibles con los que se alcanzarían en varias direcciones diferentes, podrían realizar una reconfiguración de su entramado tridimensional. Agarraderas al final de los brazos permitirían a los robots (o foglets) enlazarse mecánicamente unos con otros y compartir información y energía, permitiéndoles actuar como una sustancia continua con propiedades mecánicas y ópticas que podrían variar en un amplio rango. Cada foglet tendría un poder computacional sustancial, y sería capaz de comunicarse con sus vecinos.
En la citada aplicación original como sustitutivo de los cinturones de seguridad, el enjambre de robots estaría ampliamente disperso, y los brazos sueltos, permitiendo que el aire fluyese entre ellos. Al producirse una colisión los brazos se fijarían en su posición en ese instante, resultando algo semejante a como si el aire alrededor de los pasajeros se hubiese vuelto bruscamente sólido. De ese modo cualquier impacto se extendería sobre toda la superficie del cuerpo del pasajero. Se trata de un concepto similar en función, aunque diferente en detalle, al del "campo de colisión" presentado en el relato corto de ciencia ficción de Larry Niven The Soft Weapon (1967), y también similar en función a los "compensadores inerciales" de Star Trek y otras series de ciencia ficción.

## La niebla útil en la ciencia ficción

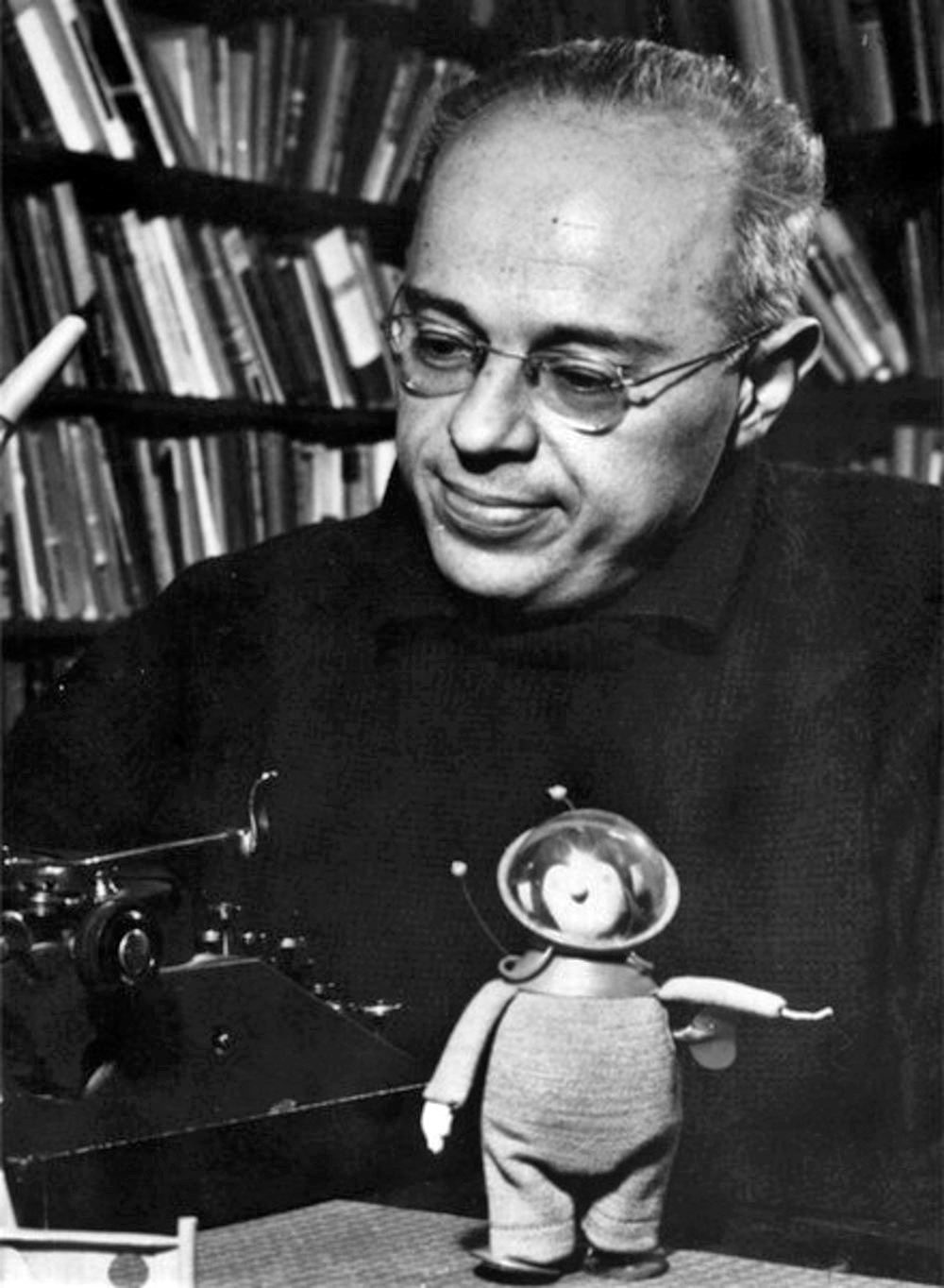
Stanislaw Lem en 1966.

La idea de enjambres de nanobots ya fue descrita en 1964 por el escritor Stanislaw Lem en la novela El invencible, y explorada en novelas de ciencia ficción recientes como Presa (2002), escrita por Michael Crichton. Cuando la autorreplicación se considera una característica adicional de tales dispositivos hipotéticos, la posibilidad de perder el control del enjambre es la base de escenarios posapocalípticos tales como la plaga gris. Una metáfora no intencional para tales agentes tan altamente infecciosos es hielo-nueve, un material de ficción concebido por el escritor de ciencia ficción Kurt Vonnegut en su novela Cuna de gato.
En las serie de historietas postcyberpunk Transmetropolitan, existe una raza de seres conocidos como foglets. A través de un complicado proceso técnico, sus consciencias se transfieren a una nube de miles de millones de robots foglet —un proceso que ellos ven como liberarse de sus limitaciones biológicas y dedicarse únicamente a la diversión personal. El ahora vacante cuerpo es luego usado como combustible para poner en marcha el foglet. Pueden extenderse tan finamente que parecen invisibles, y se reúnen en forma de nube de polvo rosa con caras digitales cuando desean ser vistos.
Jim Al-Khalili sugirió que la camaleónica superficie externa de un TARDIS podría estar compuesta de niebla útil en el programa "How to make a TARDIS" ("Cómo construir un TARDIS"), emitido en el Reino Unido como parte de la Noche del Doctor Who en el canal BBC Two a finales de 1999.
Claytronics puede considerarse un precursor de la niebla útil.